# Elecciones estatales extraordinarias de Colima de 2003
Las elecciones extraordinarias de Colima de 2003, en México, se llevaron a cabo el domingo 7 de diciembre de 2003, fueron realizadas en un caso excepcional, debido a que fueron anuladas las elecciones anteriores. En ellas se renovaron los siguientes cargos de elección popular del estado extraordinario de Colima:
- Gobernador de Colima. Titular del Poder Ejecutivo del estado, electo para un periodo extraordinario de cuatro años no reelegible en ningún caso, el candidato electo fue Gustavo Vázquez Montes.

## Resultados electorales

### Gobernador
|  | 47.8 % |

|  | 51.6 % |

Fuente: Instituto de Mercadotecnia y Opinión